# Hummer H3
Hummer H3 — позашляховик американської компанії General Motors, який продається під брендом Hummer.

## Опис

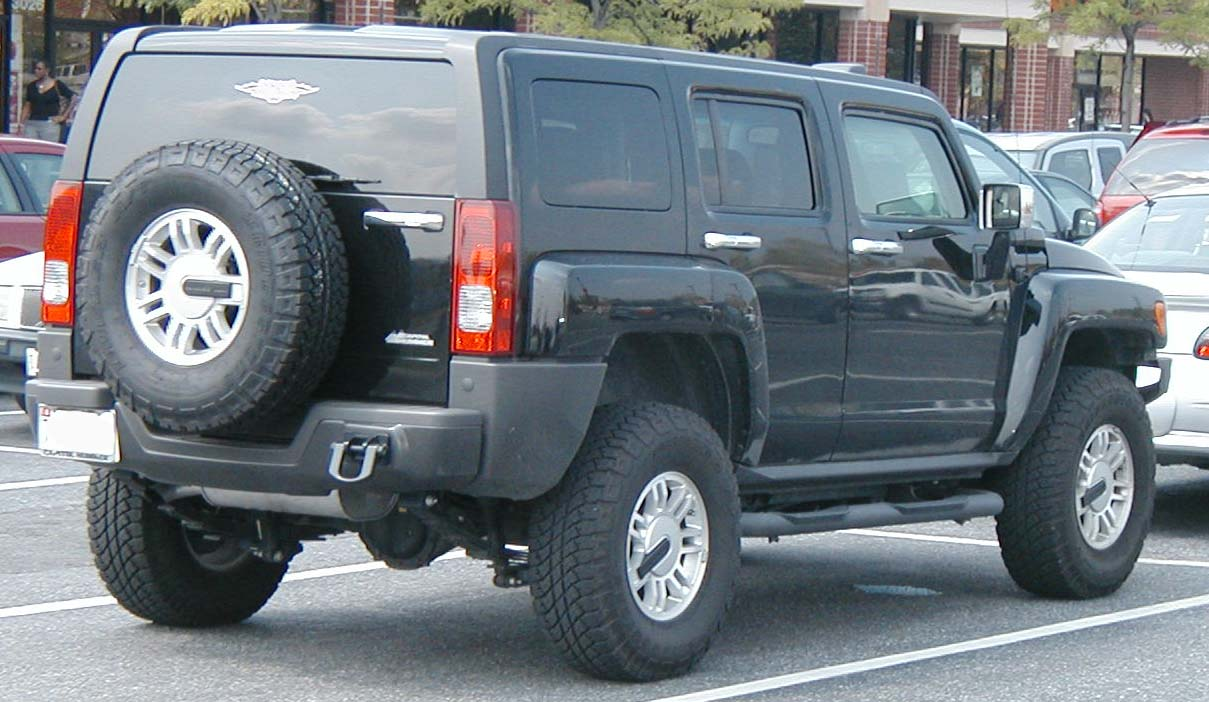
Hummer H3

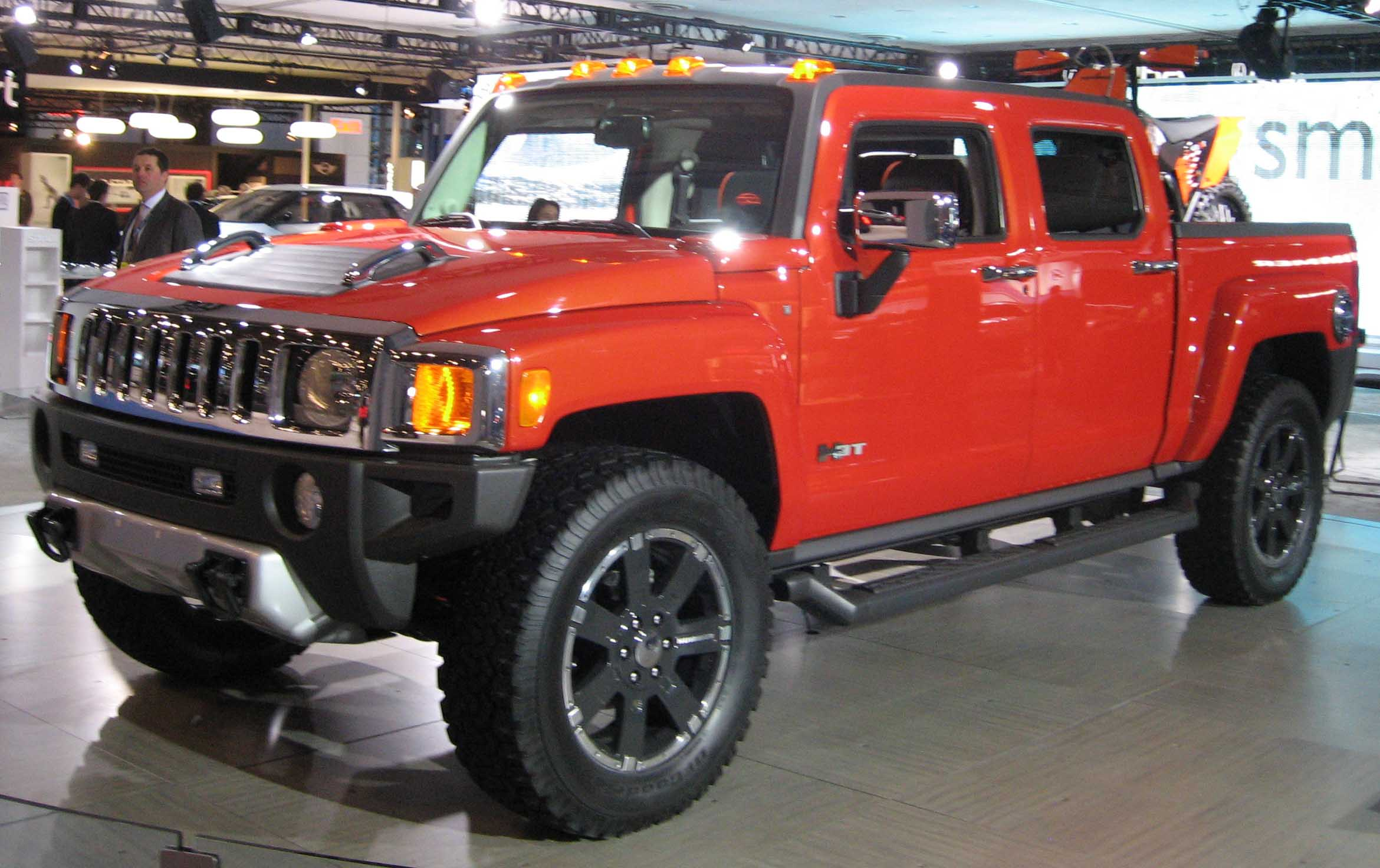
Hummer H3T NY

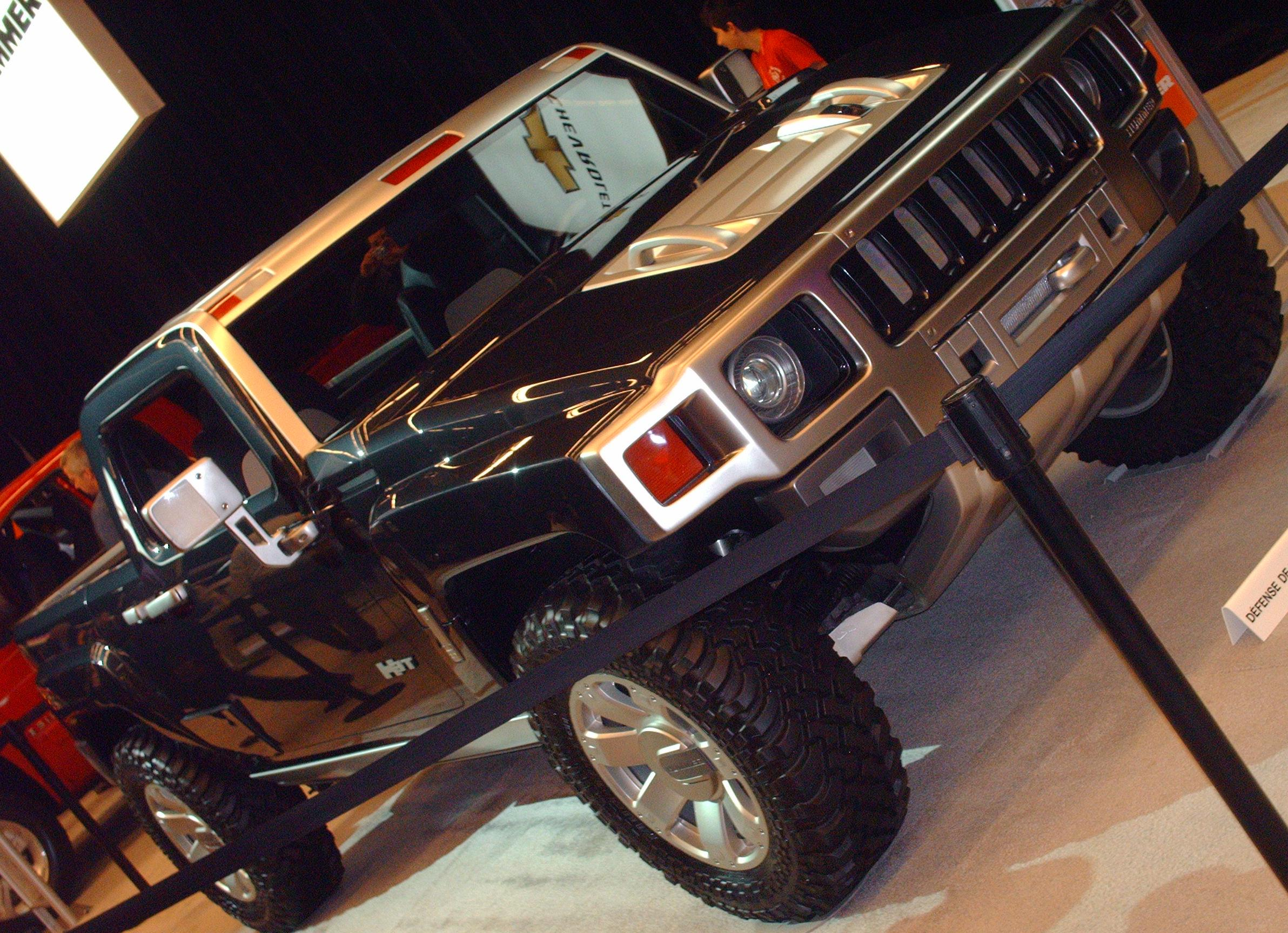
Hummer H3T

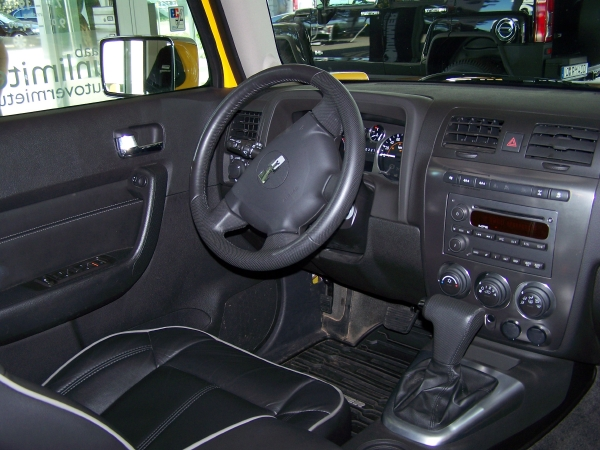
Салон

Hummer H3 вироблявся з 2005 до 2010 року. Більш ранні моделі — H1 і H2 — не призначалися для їзди в межах міста, але творці вирішили обдарувати новий Н3 такою можливістю без шкоди для всіх основних функцій. В цілому, Н3 більше орієнтований на зовнішній вигляд, ніж на практичність.
Модель поєднує дизайн Hummer, можливості позашляховика і компактний розмір. Н3 з легкістю може стати частиною міського транспортного потоку, зберігши при цьому репутацію надійного «всюдихода». Всі моделі Хаммер Н3 оснащені 3.7-літровим 5-циліндровим бензиновим двигуном, потужність якого становить 245 кінських сил, а крутний момент 328 Нм / 4600 об/хв. Витрата палива в змішаному циклі за офіційними даними становить 14,4 л/100 км, прискорення до 100 км/год займає 9,8 секунд. 

## Технічні дані
- Двигун: Vortec-3700, [Vortec-3500] *
- Кількість циліндрів: 5
- Об'єм: 3653 см3; [3460 см3]
- Потужність: 180 кВт (245 к.с.) при 5600 об/ хв; [162 кВт (220 к.с.) при 4000 об/ хв] *
- Крутний момент: 328 Нм при 2800 об/ хв; [305 Нм при 2800 об/ хв] *
- Коробка передач: п'ятиступінчаста механічна коробка передач
- Максимальна швидкість: 160 км/ год [158 км/год] *
- База: 2842 мм
- Дорожній просвіт: 21,6 см
- Кут нахилу передній / задній: 37,5 ° / 35,5 °
- Діаметр розвороту: 11,2 м
- Сходження спроможність: 60 %
- Крен: 40 %
- Глибина водної перешкоди 61 см
- Середня витрата пального: 12-16 л на 100 км [11,8 л на 100 км] *
- Об'єм паливного бака: 87 л
- Повна маса автомобіля: 2654 кг
- Буксирування потужність: 2041 кг
- Макс Навантаження на вісь передню / задню: 1384 кг / 1452 кг
- Модель 2005

## Продажі в США
| Рік  | Всього авто |
| ---- | ----------- |
| 2005 | 33,140      |
| 2006 | 54,052      |
| 2007 | 43,431      |
| 2008 | 20,681      |
| 2009 | 5,487       |